# Xã Sappa, Quận Decatur, Kansas
Xã Sappa (tiếng Anh: Sappa Township) là một xã thuộc quận Decatur, tiểu bang Kansas, Hoa Kỳ. Năm 2010, dân số của xã này là 36 người.